# (35017) 1981 EG7
1981 EG7 (asteroide 35017) é um asteroide da cintura principal. Possui uma excentricidade de 0.05598060 e uma inclinação de 6.10381º.
Este asteroide foi descoberto no dia 6 de março de 1981 por Schelte J. Bus em Siding Spring.